# Gino Bechi
Gino Bechi (Firenze, 16 ottobre 1913 – Firenze, 2 febbraio 1993) è stato un baritono e attore italiano.

## Biografia
Si avvicinò alla musica a diciassette anni con i maestri Frazzi e De Giorgi, debuttando nel 1936 a Empoli come Germont ne La traviata. Ben presto divenne uno dei più importanti cantanti lirici italiani, venendo chiamato, tra gli altri, al Teatro alla Scala, all'Opera di Roma, a Lisbona e nei maggiori teatri del Sudamerica.
Nel 1950, in seguito alla rappresentazione di Falstaff al Covent Garden di Londra con i complessi della Scala, la critica non ebbe per lui parole di elogio, probabilmente anche per una certa nota "allergia" dei critici inglesi alle voci molto timbrate di scuola italiana, che oltretutto una discutibile tradizione vorrebbe estranee all'ultimo personaggio verdiano. Nel 1958 ritornò a Londra, al Drury Lane, in Guglielmo Tell, questa volta con grande successo.
Si ritirò dalle scene nel 1965. Negli anni successivi gestì una scuola di perfezionamento per giovani cantanti lirici a Firenze. Fu presidente a Siena del concorso internazionale di canto intitolato a Ettore Bastianini.
Dotato di voce di grande ampiezza, estesa e di pregevole timbro, sono rimaste memorabili alcune interpretazioni in opere verdiane, quali Otello, Rigoletto, Nabucco, tali da renderlo uno dei più famosi cantanti lirici tra gli anni quaranta e cinquanta. Formò con Maria Caniglia e Beniamino Gigli un trio di artisti la cui fama travalicò l'ambito del pubblico d'opera (furono soprannominati scherzosamente "il Trio Lescano della lirica").
Venne scritturato più volte in film di carattere musicale, sia basati su opere liriche che non, e la sua popolarità presso il grande pubblico rimane particolarmente legata alla canzone di Cesare Andrea Bixio La strada del bosco, colonna sonora del film Fuga a due voci, divenuta un suo cavallo di battaglia.
È sepolto nel Cimitero Monumentale della Misericordia dell'Antella di Bagno a Ripoli, in provincia di Firenze.

## Repertorio
- Franco Alfano
  - Risurrezione (Simonson Ivanovich)
  - Don Juan de Manara
- Vincenzo Bellini
  - I puritani (Riccardo)
- Georges Bizet
  - Carmen (Escamillo)
  - I pescatori di perle (Zurga)
- Pëtr Il'ič Čajkovskij

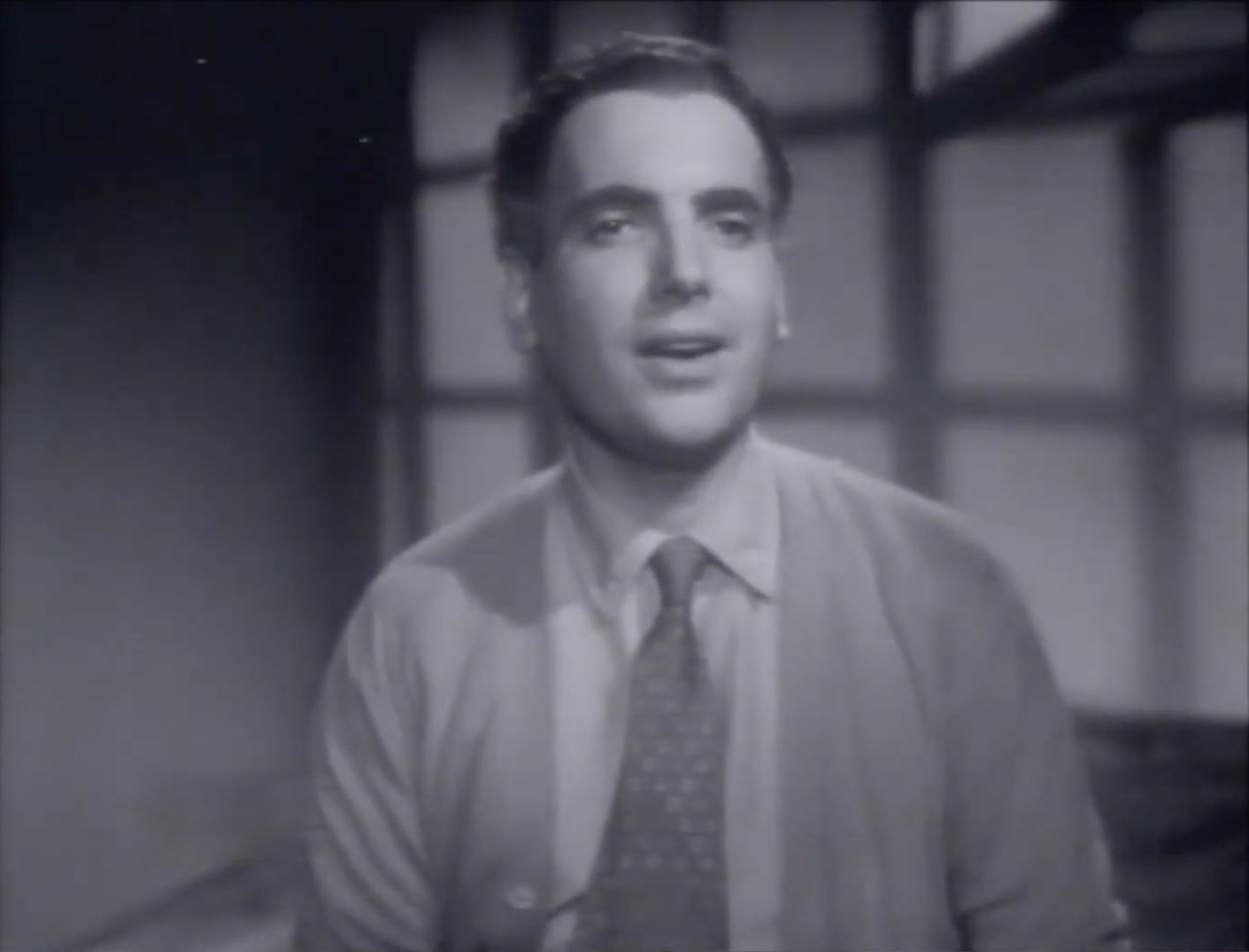
Gino Bechi mentre canta La strada nel bosco nel film Fuga a due voci (1943)

  - Eugenio Onieghin (Eugenio Onieghin)
- Alfredo Catalani
  - La Wally (Vincenzo Gellner)
- Francesco Cilea
  - L'Arlesiana (Baldassare)
- Gaetano Donizetti
  - Lucia di Lammermoor (Enrico)
  - La favorita (Alfonso XI)
  - Poliuto (Severo)
- Umberto Giordano
  - Andrea Chénier (Carlo Gerard)
- Charles Gounod
  - Faust (Valentin)
- Ruggero Leoncavallo
  - Pagliacci (Tonio)
  - Zazà (Cascart)
- Pietro Mascagni
  - Cavalleria rusticana (Alfio)
- Jules Massenet
  - Thaïs (Athanael)
- Claudio Monteverdi
  - Il combattimento di Tancredi e Clorinda
- Wolfgang Amadeus Mozart
  - Don Giovanni (Don Giovanni)
- Giuseppe Mulè
  - La baronessa di Carini
- Amilcare Ponchielli
  - La Gioconda (Barnaba)
- Giacomo Puccini
  - Gianni Schicchi (Gianni Schicchi)
  - La bohème (Marcello)
  - Tosca (Scarpia)
- Lodovico Rocca
  - Monte Ivnor
- Gioachino Rossini
  - Il barbiere di Siviglia (Figaro)
  - Guglielmo Tell (Guglielmo Tell)
- Antonio Salieri
  - Falstaff
- Richard Strauss
  - Salomè (Jochanaan)
- Ambroise Thomas
  - Hamlet (Hamlet)
- Giuseppe Verdi
  - Aida (Amonasro)
  - Ernani (Carlo V)
  - Falstaff (Falstaff)
  - Il trovatore (Conte di Luna)
  - La forza del destino (Carlo)
  - La traviata (Germont)
  - Nabucco (Nabucco)
  - Otello (Jago)
  - Rigoletto (Rigoletto)
  - Un ballo in maschera (Renato)
- Richard Wagner
  - Siegfried (Wanderer)

## Discografia
- Cavalleria rusticana, con Lina Bruna Rasa, Beniamino Gigli, dir. Pietro Mascagni - EMI 1940
- Andrea Chénier, con Beniamino Gigli, Maria Caniglia, dir. Oliviero De Fabritiis - EMI 1941
- Un ballo in maschera, con Beniamino Gigli, Maria Caniglia, Fedora Barbieri, Tancredi Pasero, dir. Tullio Serafin - EMI 1943
- Aida, con Maria Caniglia, Beniamino Gigli, Ebe Stignani, Tancredi Pasero, dir. Tullio Serafin - EMI 1946
- Carmen (in ital.), con Ebe Stignani, Beniamino Giglli, Rina Gigli, dir. Vincenzo Bellezza - EMI 1949
- Nabucco, con Maria Callas, Luciano Neroni, Gino Sinimberghi, Amalia Pini, dir. Vittorio Gui - dal vivo Napoli 1949 ed. Cetra/Melodram/Urania/GOP
- Otello, con Ramón Vinay, Renata Tebaldi, dir. Gabriele Santini - dal vivo Napoli 1952 ed. Bongiovanni
- Il barbiere di Siviglia, con Cesare Valletti, Dora Gatta, Melchiorre Luise, Nicola Rossi-Lemeni, dir. Victor de Sabata - dal vivo La Scala 1952 ed. GOP/Memories/Urania
- Il barbiere di Siviglia, con Victoria de los Ángeles, Nicola Monti, Nicola Rossi-Lemeni, Melchiorre Luise, dir. Tullio Serafin - HMV 1952
- La traviata, con Anna Moffo, Franco Bonisolli, dir. Bruno Bartoletti - Eurodisc (parte audio di film) 1968

## Filmografia

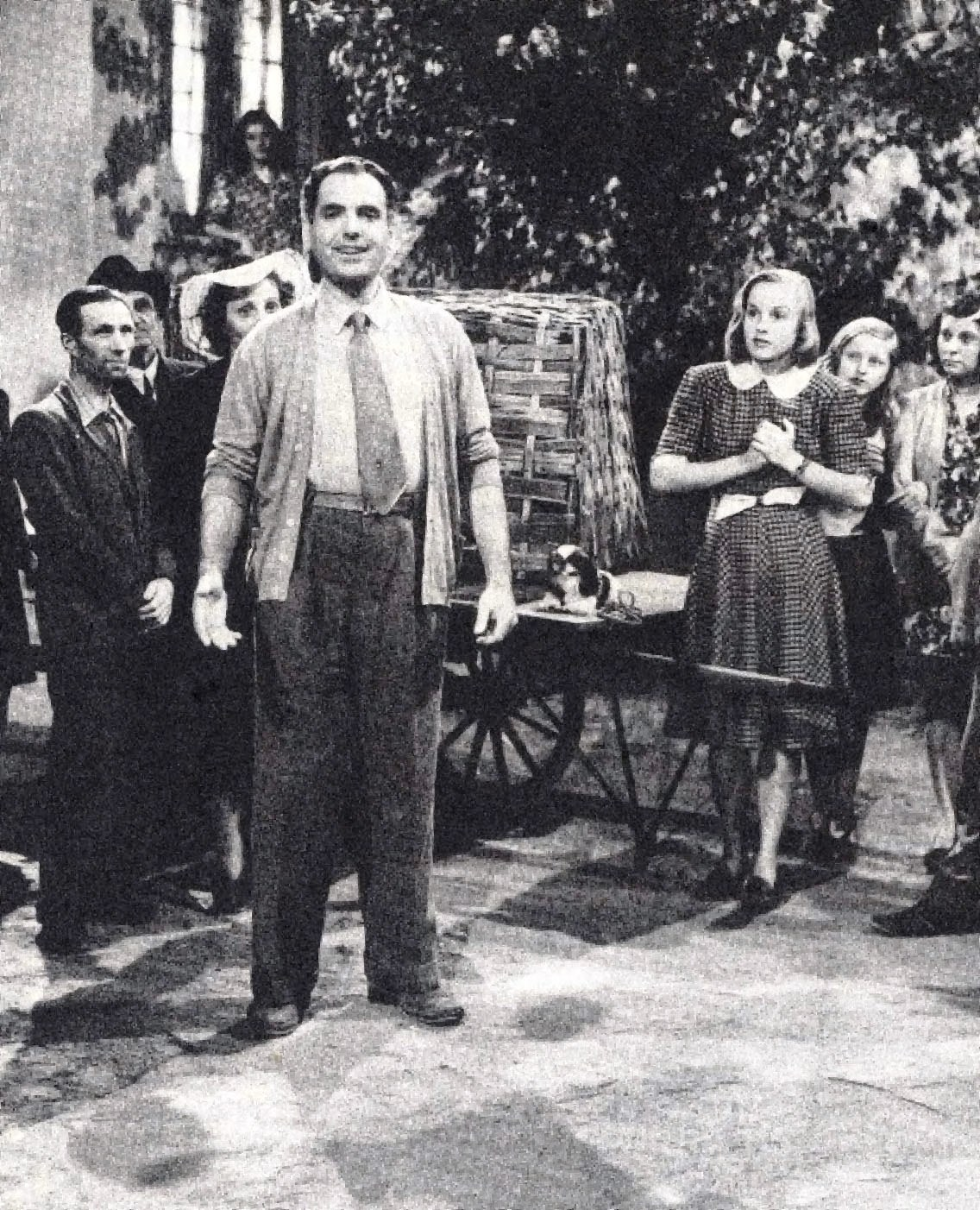
Gino Bechi con Irasema Dilian nel film Fuga a due voci (1943)

- Fuga a due voci, regia di Carlo Ludovico Bragaglia (1943)
- Torna a Sorrento, regia di Carlo Ludovico Bragaglia (1945)
- Pronto, chi parla? (1946)
- Amanti in fuga, regia di Giacomo Gentilomo (1946)
- Il segreto di Don Giovanni (1947)
- Arrivederci, papà! (1948)
- Una voce nel tuo cuore, regia di Alberto D'Aversa (1949)
- Follie per l'opera, regia di Mario Costa (1949)
- Signorinella, regia di Mario Mattoli (1949)
- Soho Conspiracy, regia di Cecil H. Williamson (1950)
- Aida solo voce (1953)
- Canzoni a due voci, regia di Gianni Vernuccio (1953)
- Sinfonia d'amore, regia di Glauco Pellegrini (1954)
- La chiamavan Capinera... (1957)
- La traviata (1968)